# Agustín Sullivan
Agustín Sampietro Sullivan (Buenos Aires, 31 de diciembre de 1988) es un actor argentino. Saltó a la fama por interpretar el papel de Sandro en la serie de televisión Sandro de América (2018) de Telefe y por el cual recibió el premio Martín Fierro al artista revelación.

## Carrera profesional
Sullivan, en 2005, comenzó su carrera como actor al realizar una participación especial de dos capítulos en la sitcom Amor mío de Telefe y luego tuvo apariciones especiales en el programa infantil Zapping Zone de Disney Channel, en donde participaba de diferentes cuadros de actuación. En 2006, prestó su voz para el cortometraje Los viajes de Ulises, donde dio vida a Lucas y ese mismo año apareció en el cortometrjae Martha Stutz en el papel de un conductor.
En 2007, Agustín fue elegido para interpretar a Crcoker en la obra Padrinos mágicos, el desafío de Timmy en el Teatro Gran Rex y con la cual se embarcó en una gira por Latinoamérica. Poco después, fue uno de los protagonista de la obra infantil Hi-5, cinco sentidos dirigida por Leandro Panetta	 en el Teatro El Nacional, donde personificó a Curtis y con la cual también recorrió toda Latinoamérica y Estados Unidos. En 2011 formó parte de la obra teatral Del otro lado dirigido por Facundo Rubiño	en el Teatro La Mueca.
Su siguiente trabajo fue en la obra Subte (2012) de David Paez, donde interpretó a Lucas en el Espacio Cultural Urbano. Ese mismo año, Agustín formó parte del elenco principal de la serie Conectados que se emitió por el canal Encuentro y realizó una participación especial como Marcos en la serie El último caso de Rodolfo Walsh emitida, en ese entonces, por Incaa TV. En 2013, se unió al elenco de la obra Descuidistas dirigida por Ezequiel Sagasti en el Teatro Porteño, donde actuó en el papel del "Ingeniero". Al año siguiente, Sullivan tuvo apariciones especiales en la tercera temporada de Violetta y personificó a Alejo en la telenovela Señores papis de Telefe. Ese año, también, trabajó como conductor del programa Intrépidos junto a Gastón Vietto y Lis Moreno.
Más tarde, en 2015, Sullivan actuó nuevamente en una obra teatral de Sagasti titulada El club del chamuyo y formó parte del elenco de la serie Fronteras emitida por Telefe, interpretando a Nicanor, donde compartió escenas con Isabel Macedo. En 2016, protagonizó junto a Candelaria Molfese la obra Stocker en el Teatro El Cubo y grabó el piloto Nunca solos junto a Nicolás Furtado y Luz Cipriota, sin embargo, nunca salió al aire. En 2017, protagonizó y creó junto a otros actores la obra Los Ortuzar en el Teatro Gargantúa y realizó una aparición de varios capítulos en la telenovela Amar después de amar, donde interpretó a Brian.
Aunque no fue hasta el 2018, donde ganó fama por su papel de Sandro en la serie Sandro de América televisada por Telefe, donde compartió el rol con Marco Antonio Caponi y Antonio Grimau. Su interpretación fue elogiada por la crítica y fue galardonado con el premio Martín Fierro en la categoría de Artista Revelación. Ese mismo año, Agustín actuó en la serie Morir de amor del mismo canal, donde personificó a Bruno Casteig. Asimismo, José María Muscari lo convocó para ponerse en la piel de Eilif en la obra Madre coraje, la cual coprotagonizó junto a Claudia Lapacó. En 2019, Sullivan se unió al elenco principal de la serie Atrapa a un ladrón y formó parte del programa Reacción en cadena, un especial producido por la Fundación Huésped. Ese año, debutó en cine con la película La muerte no existe y el amor tampoco dirigida por Fernando Salem. Junto a Natalia Oreiro filmaron el piloto de la serie Grisel.
En 2020, Agustín se integró al elenco de la comedia musical de Broadway Hello Dolly!, en el teatro Opera, donde interpretó a Cornelius Hackl y por su trabajo recibió una nominación a los premios Hugo como Mejor Actor Revelación. Premio que ganó. A su vez, se estrenó la película Trópico, donde jugó el papel de José y fue dirigido por Sabrina Farji. En 2021, protagonizó junto a Laura Oliva, Florencia Otero y Roberto Peloni la obra de Broadway Te quiero, sos perfecto, cambiá en el Teatro Astral. En 2023, realizó una participación en la segunda temporada de Argentina, tierra de amor y venganza, encarnado a Abel y protagonizó la obra de teatro Coqueluche junto a Betiana Blum, Julieta Poggio y Mario Guerci.
En 2023, Sullivan formó parte junto a Greta Fernández del elenco de la película española Unicornios escrita y dirigida por Alex Lora, en la cual interpretó a Darío, un argentino que vive en Barcelona y mantiene un romance con la protagonista. La película tuvo su estreno mundial en el Festival de Málaga y luego en las salas de cines comerciales de España.
En abril de 2024, se estrenó la serie de suspenso El sabor del silencio de Flow, donde personificó a Felipe Marconi, un asistente de cocina que tiene problemas con las drogas.

## Filmografía

### Cine
| Año  | Título                                | Papel             | Notas          |
| ---- | ------------------------------------- | ----------------- | -------------- |
| 2006 | Los viajes de Ulises                  | Lucas             | Doblaje de voz |
| 2006 | Martha Stutz                          | Conductor         | Cortometraje   |
| 2016 | De otro pueblo                        | Damián            | Cortometraje   |
| 2019 | La muerte no existe y el amor tampoco | Julián            |                |
| 2020 | Trópico                               | José              |                |
| 2021 | Vernos                                | Él                | Cortometraje   |
| 2023 | Unicornios                            | Darío             |                |
| 2024 | Estepa                                | Francisco Revenga |                |
| 2024 | Virgen rosa                           | Noé               |                |

### Televisión
| Año  | Título                               | Papel                    | Notas                  |
| ---- | ------------------------------------ | ------------------------ | ---------------------- |
| 2005 | Amor mío                             |                          | 2 episodios            |
| 2005 | Zapping Zone                         | Varios                   |                        |
| 2010 | Frustrados en Baires                 | Diego                    |                        |
| 2012 | Conectados                           | Varios                   |                        |
| 2012 | El último caso de Rodolfo Walsh      | Marcos                   |                        |
| 2014 | Señores papis                        | Alejo                    |                        |
| 2015 | Violetta                             | Agustín                  |                        |
| 2015 | Fronteras                            | Nicanor                  |                        |
| 2016 | Nunca solos                          | Bautista                 | Piloto no emitido      |
| 2017 | Amar después de amar                 | Brian                    |                        |
| 2018 | Sandro de América                    | Roberto "Sandro" Sánchez |                        |
| 2018 | Morir de amor                        | Bruno Casteig            |                        |
| 2019 | Atrapa a un ladrón                   | Antonio Lescano          |                        |
| 2019 | Reacción en cadena                   | Guido                    | Especial de televisión |
| 2023 | Argentina, tierra de amor y venganza | Abel                     |                        |
| 2024 | Coppola, el representante            | Carlos Menem Jr.         |                        |
| 2024 | El sabor del silencio                | Felipe Marconi           |                        |
| 2024 | La mente del poder                   | Ulises                   |                        |
| 2025 | Menem                                | Carlos Menem Jr.         |                        |

### Videos musicales
| Año  | Video     | Papel             | Artista    |
| ---- | --------- | ----------------- | ---------- |
| 2009 | «Mudanza» | Interés romántico | Jessi León |

## Teatro
| Año       | Título                                | Papel           | Lugar                        |
| --------- | ------------------------------------- | --------------- | ---------------------------- |
| 2007-2008 | Padrinos mágicos, el desafío de Timmy | Crocker         | Teatro Gran Rex              |
| 2008-2010 | Hi-5, cinco sentidos                  | Curtis          | Teatro El Nacional           |
| 2011      | Del otro lado                         | Rafael          | Teatro La Mueca              |
| 2012-2013 | Subte                                 | Lucas           | Espacio Cultural Urbano      |
| 2013-2014 | Descuidistas                          | El Ingeniero    | Teatro Porteño               |
| 2015      | El club del chamuyo                   | Tanque          | Teatro Porteño               |
| 2016      | Stocker                               | Andrés          | Teatro El Cubo               |
| 2017      | Los Ortúzar                           | Varios          | Teatro Gargantúa             |
| 2018-2019 | Madre coraje                          | Eilif           | Teatro Regio / Teatro Regina |
| 2020      | Hello Dolly!                          | Cornelius Hackl | Teatro Ópera                 |
| 2021      | Te quiero, sos perfecto, cambiá       | Varios          | Teatro Astral                |
| 2023-2024 | Coqueluche                            | Lautaro         | Multiteatro                  |
| 2025      | Escape Room                           | Edu             | Teatro Tabarís               |

## Radio
| Año       | Título            | Rol       | Emisora       |
| --------- | ----------------- | --------- | ------------- |
| 2004-2006 | Jóvenes en acción | Conductor | Radio Cultura |

## Premios y nominaciones
| Año  | Organización            | Categoría              | Trabajo                               | Resultado | Ref(s) |
| ---- | ----------------------- | ---------------------- | ------------------------------------- | --------- | ------ |
| 2019 | Premios Martín Fierro   | Artista revelación     | Sandro de América                     | Ganador   | [ 8 ]  |
| 2020 | Premios Hugo            | Revelación masculina   | Hello Dolly!                          | Ganador   | [ 21 ] |
| 2021 | Premios Cóndor de Plata | Revelación masculina   | La muerte no existe y el amor tampoco | Nominado  | [ 22 ] |
| 2021 | Premios ACE             | Mejor actor en musical | Hello Dolly!                          | Nominado  | [ 23 ] |